# إيفان براون
إيفان براون (بالإنجليزية: Ivan Brown)‏ هو سياسي أسترالي، ولد في 10 نوفمبر 1922 في أستراليا، وتوفي في 19 مايو 1977 في أستراليا. حزبياً، نشط في الحزب الليبرالي الأسترالي. وقد انتخب عضو المجلس التشريعي ولاية كوينزلاند.